# عباس ترابی (فوتبال هفت نفره)
عباس ترابی (زادهٔ دوم مهرماه ۱۳۷۴ ) بازیکن فوتبال هفت نفره  یا همان فوتبال پارالمپیک اهل ایران است که در پست مهاجم برای تیم ملی ایران بازی میکند .
گسترش اراک
عباس ترابی  از هشت سالگی در رشته تکواندو فعالیت ورزشی خود را آغاز کرد اما از آنجا که به فوتبال علاقه زیادی از خود نشان میداد از سن ۱۲ سالگی وارد دنیای فوتبال شد . در رده سنی نوجوانان با باشگاه فوتبال گسترش اراک  در چند دوره متوالی عنوان قهرمانی استان مرکزی را کسب کرده تا اینکه به در مسابقات کشوری نیز همراه تیم گسترش اراک بود .
ترابی بعد از چند دوره مسابقات مجبور به گذراندن سربازی اجباری در ایران شد ولی همچنان شوق روز افزون ادامه فوتبال همراه او بود . لذا به محض پایان خدمت سربازی مجددا تمرینات خود را برای شرکت در مسابقات ادامه داد .

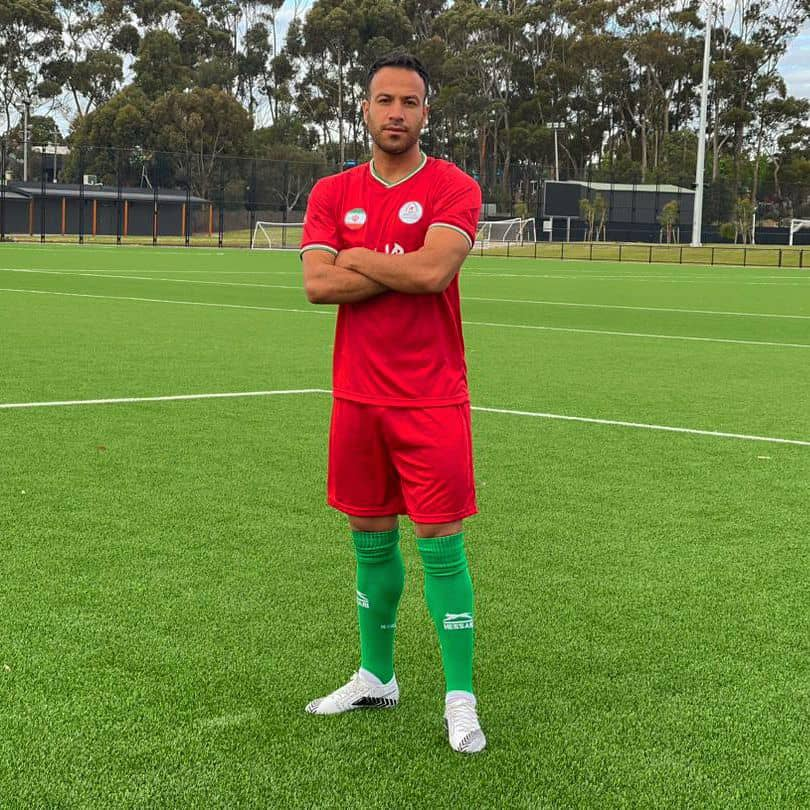
عباس ترابی عضو تیم ملی فوتبال هفت نفره ایران

## افتخارات
ترابی بعد از تجربه تلخ تصادف، برای مدتی نتوانست فوتبال را به صورت حرفه ای دنبال کند اما در سال ۲۰۱۷ تیم ملی فوتبال هفت نفره ایران ایشان را به عضویت پذیرفت و دقیقا در همان سال تیم فوتبال هفت نفره ایران مدال نقره جهانی مسابقات آرژانتینرا کسب کرد . از افتخارات ایشان میتوان به موارد زیر نیز اشاره داشت ‌:
- طلای آسیایی ۲۰۱۸ مسابقات کیش و  عنوان بهترین مدافع در آسیا (فوتبال هفت نفره)
- کسب عنوان مقام پنجم بازیهای جهانی سویا اسپانیا
- مدال نقره جهانی فوتبال هفت نفره در  بارسلونا ۲۰۲۲
- طلای اسیایی ملبورن استرالیا ۲۰۲۳
- آقای گل فوتبال هفت نفره در سال ۲۰۲۳